# Stygarctus gourbaultae
Stygarctus gourbaultae is een soort in de taxonomische indeling van de beerdiertjes (Tardigrada). 
Het diertje behoort tot het geslacht Stygarctus en behoort tot de familie Stygarctidae. De wetenschappelijke naam van de soort werd voor het eerst geldig gepubliceerd in 1981 door Renaud-Mornant.